# آگوستا ماتیاش
آگوستا ماتیاش (مجاری: Mátyás Auguszta؛ زادهٔ ۱۷ ژانویهٔ ۱۹۶۸) بازیکن هندبال اهل مجارستان است.